# Amalek (mal)
Amalek es la representación del mal que aleja al ser de Dios en la tradición judía y cabalística, cuyo origen del término proviene de una figura del Antiguo Testamento que; posteriormente en varias tradiciones esotéricas y místicas, fue reinterpretada como un símbolo del mal, la oscuridad y la oposición espiritual. Igualmente representa la arrogancia que se opone a la humildad y al conocimiento espiritual; similar al papel de los Arcontes en la tradición gnóstica.
Es un símbolo del mal cósmico, incluso considerado en muchas tradiciones que va más allá que las figuras del diablo, lucifer o satanás como personificación y sinónimo del mal como contrario a Dios.

## Origen del concepto
En el Éxodo y el Deuteronomio, originalmente Amalek sería el patriarca de una nación enemiga de Israel (los Amalecitas) que destacó por atacar a los israelitas en el desierto, cuando los israelitas  realizaban su éxodo. En ese éxodo los Amalecitas atacaron a los israelitas cuando ya habían cruzado el Mar Rojo y avanzaban hacia el monte Sinaí (Éxodo 17:8-16). Su agresión ocurrió en Refidim, un momento en que los israelitas estaban débiles y vulnerables. 
Es por ello que Dios ordena a los israelitas que borren el recuerdo de Amalek (Deuteronomio 25:19).
En 1 Samuel 15, el rey Saúl desobedece la orden de exterminar a Amalek, lo que lleva a su rechazo como rey.
Este acto de atacar al pueblo de Israel en un momento de vulnerabilidad se interpreta como un intento de destruir al pueblo elegido durante su camino hacia la revelación divina (la entrega de la Torá en Sinaí), lo que simbólicamente representaría un ataque del mal (representado en las acciones de los  Amalecitas) contra el pacto entre Dios e Israel.
Así, debido al rechazo divino que se hace referencia hacia Amalec y su pueblo en los textos bíblicos, posteriormente en varias tradiciones místicas y esotéricas se dio paso a una reinterpretación de la definición de Amalek (Amalec), presentándose como la descripción actual de un símbolo del mal y la oscuridad que intenta alejar al ser de Dios; cuya representación va desde un concepto más abstracto hasta la personificación del concepto como un demonio propiamente tal.

## Simbolismo de Amalek
En la tradición judía mística (como el Zohar y el jasidismo), Amalek representa la duda (safek en hebreo, cuyas letras numéricamente coinciden con "Amalek"). Es el enemigo interno que impide la fe y la conexión con lo divino.
En la Cábala, no es el mal absoluto, pero sí uno de sus aspectos más peligrosos (En la Cábala, el mal supremo se asocia con las formas más profundas de los Qlifot, como Sitra Achra ("el Otro Lado") o Lilith entre otros). Sin embargo se lo vincula con los Qlifot porque Amalek representa el mal espiritual como una manifestación específica de este: la desconexión de Dios a través de la duda, el ego y la arrogancia espiritual. La Cábala enseña que el mal representado en Amalek no tiene existencia independiente, sino que es una "sombra" que surge cuando se oculta la luz divina.
Así como los Qlifot deben ser purificados para liberar la luz divina, Amalek debe ser "borrado" (como ordena la Torá en Deuteronomio 25:19).
Según los cabalistas, "borrar a Amalek" no significa solo un acto físico, sino una lucha interna para erradicar la duda y la desconexión de la conciencia divina.
En la tradición gnóstica la figura de Yaldabaoth comparte con Amalek la idea de ser fuerzas ilusorias que dominan el mundo material y bloquean la salvación.